# Rudolf (książę Lotaryngii)
Rudolf (fr. Raoul, ur. ok. 1318, zm. 26 sierpnia 1346 pod Crécy) – książę Lotaryngii od 1329 z dynastii z Châtenois, zginął w bitwie pod Crécy.

## Życiorys
Rudolf był najstarszym synem księcia Lotaryngii Fryderyka IV i Elżbiety, córki księcia Austrii i króla Niemiec Albrechta I Habsburga. Swoje imię otrzymał po dziadku, królu Niemiec Rudolfie I Habsburgu. W chwili śmierci ojca w 1329 był małoletni, w związku z czym w księstwie rządy opiekuńcze sprawowała najpierw jego matka, a potem, od 1331 do 1335, hrabia Bar Edward I, którego córkę Rudolf poślubił w 1329. Za pośrednictwem hrabiego Bar Rudolf związał się z dworem francuskim i po śmierci Eleonory, w 1334 poślubił siostrzenicę króla Filipa IV Pięknego Marię. Podczas swoich rządów reorganizował administrację księstwa, wspierał jego gospodarkę i rozwój miast. Toczył konflikty z arcybiskupami Trewiru i biskupami Metzu, powiększając zakres terytorialny swej władzy. Uczestniczył w licznych kampaniach wojennych początku wojny stuletniej po stronie Francji i poległ w bitwie pod Crécy.

## Rodzina
Rudolf był dwukrotnie żonaty. W 1329 poślubił Eleonorę, córkę hrabiego Bar Edwarda I. Małżeństwo było bezdzietne, a Eleonora zmarła w 1333. W 1334 Rudolf ożenił się po raz drugi, z Marią z Châtillon, córką hrabiego Blois Gwidona I i siostrzenicą króla Francji Filipa IV Pięknego. Z tego małżeństwa pochodził następca Rudolfa na tronie książęcym w Lotaryngii, Jan I.